# 2016年臺北燈節
2016臺北燈節為中華民國在2016年將舉辦的臺北燈節，展覽時間為2016年2月20日至2016年2月29日，在臺北市中山區花博公園登場。

## 吉祥物
2016年的生肖小提燈名叫「樂樂」。

## 主燈
2016年臺北燈節主燈為「福祿猴」，福祿猴是由多媒體藝術家林書民製作，但由於福祿猴造型太過藝術特殊，被部份民眾批評很醜
雞排妹在臉書提到：「其實民眾只需要一隻正常、好手好腳的動物，並能讓小孩清楚是何種生物的形態。」

## 外部連結
- YouTube上的2016臺北燈節主燈福碌猴模擬展演動畫.Taipei lantern festival 2016臺北燈節.2016-01-26